# Zélosz
A görög mitológiában Zélosz (görögül: Ζῆλος, Zēlos, szó szerint: „lelkesedés”) Pallasz és Sztüx daimón fia volt. Zélosz és testvérei: Niké (győzelem), Kratosz (fizikai erő) és Bié (erő) szárnyas végrehajtók voltak, akik Zeusz trónjánál álltak, és kíséretéhez tartoztak.
Zélosz a versengési vágy, az irigység és a buzgóság megtestesítője.
Zéloszt Agonnal is azonosíthatták, a romantikus féltékenység megszemélyesítőjével, s szorosan kapcsolódott Eriszhez. A római neve Invidia volt, ami latinul azt jelentette, hogy „barátságtalan módon nézni”. Emiatt a vonatkozás miatt a római formáját néha a hét halálos bűnnel társították.

## Fordítás
Ez a szócikk részben vagy egészben  a   Zelus című angol Wikipédia-szócikk ezen változatának fordításán alapul.  Az eredeti cikk szerkesztőit annak laptörténete sorolja fel. Ez a jelzés csupán a megfogalmazás eredetét és a szerzői jogokat jelzi, nem szolgál a cikkben szereplő információk forrásmegjelöléseként.